# Ражки
Ра́жки (рос. Ражки) — присілок у складі Нижньоломовського району Пензенської області, Росія.
Населення — 41 особа (2010; 59 у 2002).
Національний склад станом на 2002 рік:
- росіяни — 100 %